# 김강정
김강정(金康正, 1943년 11월 28일~2021년 12월 30일)은 대한민국의 기자 출신의 언론인 겸 기업인이다.

## 학력
- 남성고등학교 졸업
- 연세대학교 정치외교학과 학사

## 경력
- MBC 보도국 편집국 경제부장
- MBC 보도국 국제부장
- MBC 보도국 뉴욕특파원
- MBC 보도국 논설위원실 주간
- MBC 보도국 보도국장
- MBC 경영본부장 (광고부장 겸임)
- MBC 정책기획실장
- 목포MBC 대표이사 사장
- iMBC 대표이사 사장
- 2002년 3월, MBC 퇴사

## 수상
- 방송위원회 대상과 백상 예술 대상